# Fredericus van Rossum du Chattel

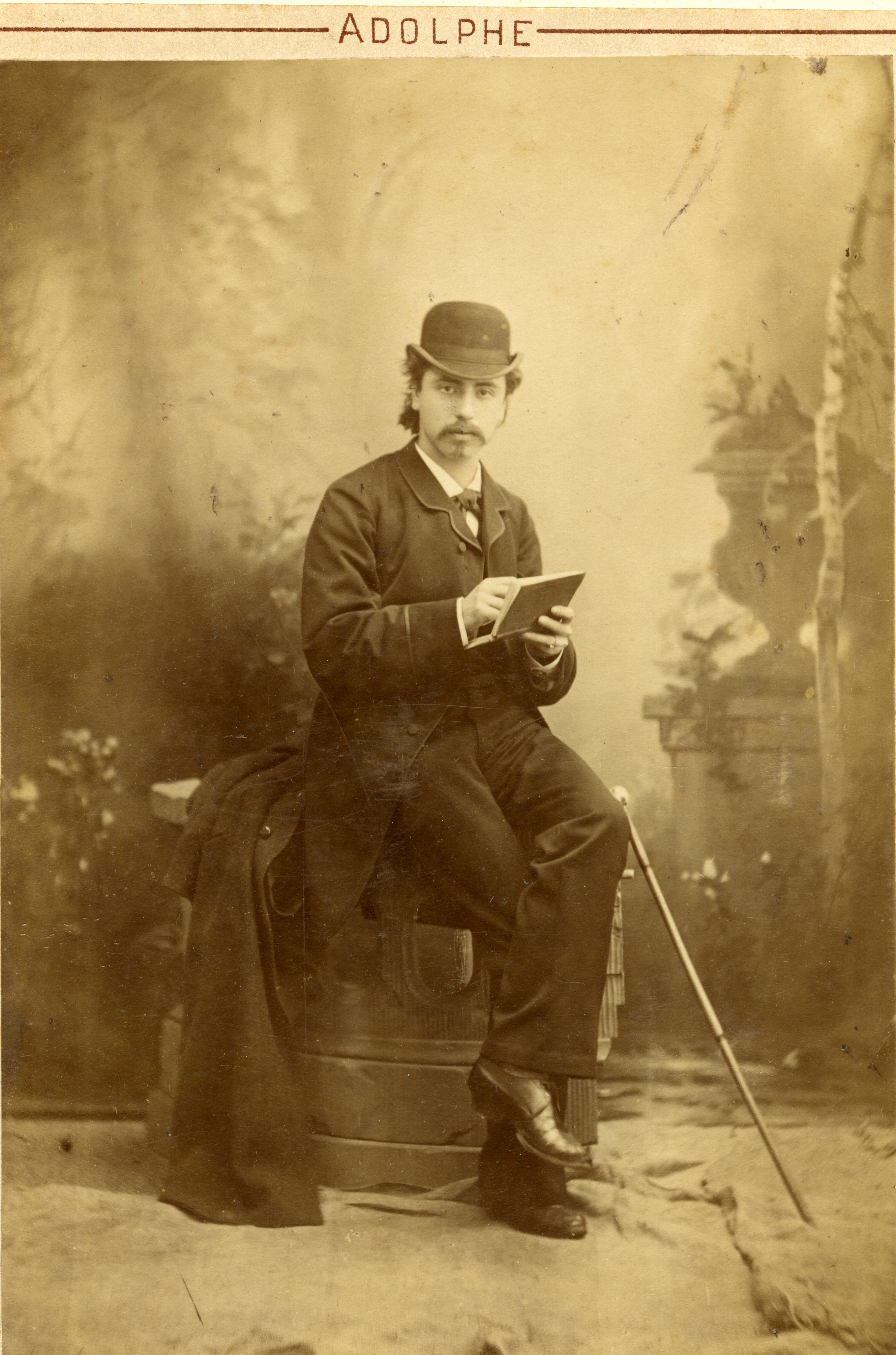
Van Rossum du Chattel, ca. 1890,
foto van Adolphe Zimmermans.

Fredericus Jacobus van Rossum du Chattel (Leiden, 10 februari 1856 – Yokohama, 10 maart 1917) was een Nederlands kunstschilder, aquarellist en etser. Hij maakte vooral landschappen en watergezichten, en wordt gerekend tot de tweede generatie van de Haagse School.

## Leven en werk
Fredericus van Rossum du Chattel was de zoon van genreschilder Jan Hendrik van Rossum du Chattel (1820-1878). Hij bezocht de tekenschool in Leiden en studeerde daarna aan de Haagse Kunstacademie. Vervolgens trad hij enige tijd in de leer bij Willem Maris. Aanvankelijk werkte hij veel in Vreeland, aan de Utrechtse Vecht, hetgeen hem de bijnaam "schilder van de Vecht" opleverde. Van 1887 tot 1908 werkte hij meestal rond Den Haag en Scheveningen. Hij schilderde vooral stemmige landschappen, veelal polder- en watergezichten. Molens, boerderijen en schuren maar ook stads-, dorp- en wintergezichten behoren tot terugkerende onderwerpen in zijn repertoire. Vaak werkte hij in olie, maar bekender werd hij wellicht nog door zijn aquarellen. Ook maakte hij veel etsen.
De werkwijze van Van Rossum du Chattel was losjes en schetsmatig, in de stijl van de Haagse School, met invloeden van het impressionisme. Hij wist een heel persoonlijke interpretatie te geven aan het landschap dat zich voor hem ontvouwde, gebaseerd op minutieuze observatie.
Van 1908 tot 1911 en van 1914 tot 1917 maakte Van Rossum du Chattel twee reizen naar het voormalig Nederlands-Indië, waar hij het Indische landschap schilderde. Ook bezocht hij de Filipijnen. Op de terugreis van zijn laatste reis overlijdt hij ten gevolge van een ongeval tijdens een tussenstop in het Japanse Yokohama, waar hij ook werd begraven.
Van Rossum du Chattel liet zo'n 1500 kunstwerken na. Bij leven genoot hij brede erkenning en verkocht ook veel werken in het buitenland, met name in de Verenigde Staten. Hij won een medaille op de Wereldtentoonstelling van 1889 te Parijs. Mede vanwege het weinig vernieuwende karakter van zijn werk raakte hij na zijn dood enigszins in de vergetelheid.
Diverse van zijn werken bevinden zich thans in het Gemeentemuseum Den Haag. Het Rijksmuseum Amsterdam heeft een aantal van zijn etsen in zijn collectie.
In 1890 werd Van Rossum du Chattel opgenomen in de Belgische Leopoldsorde.

## Galerij

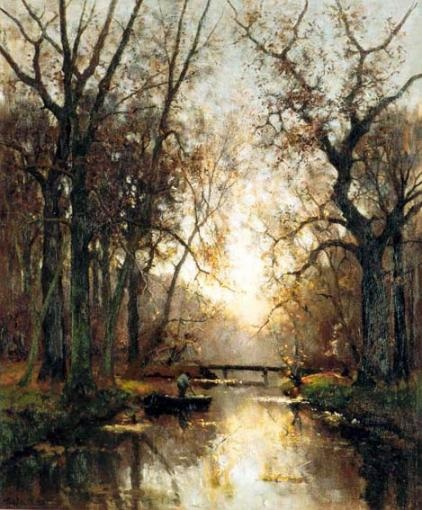
Herfstmiddag
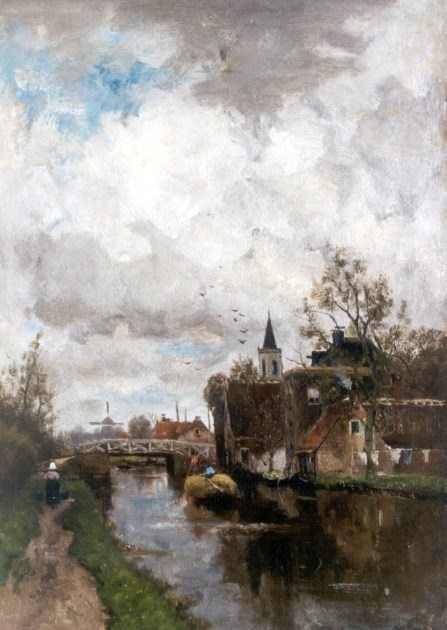
Vechtgezicht bij zomer
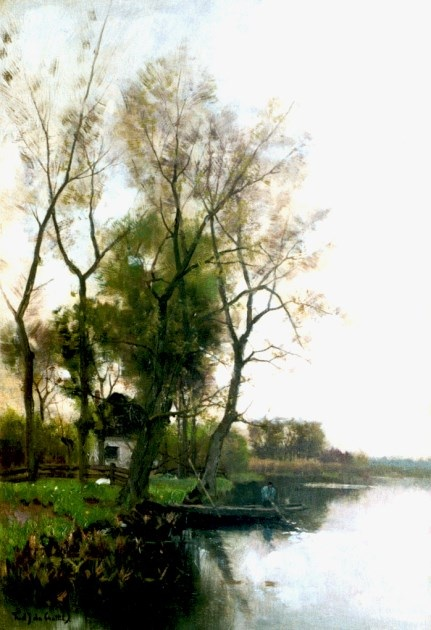
Zomerse vaart
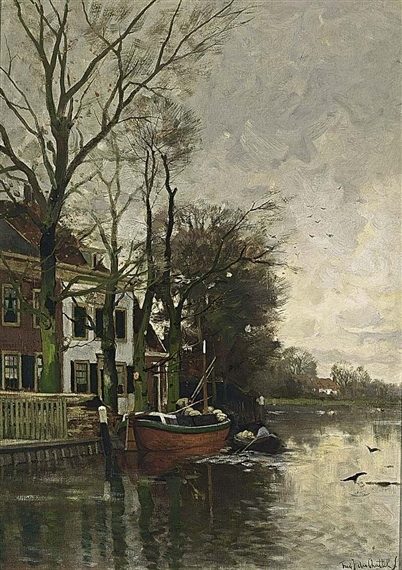
Het lossen van de vracht
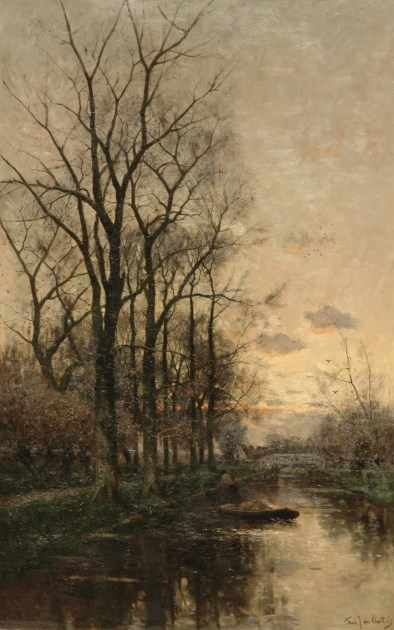
Hoveniersbootje
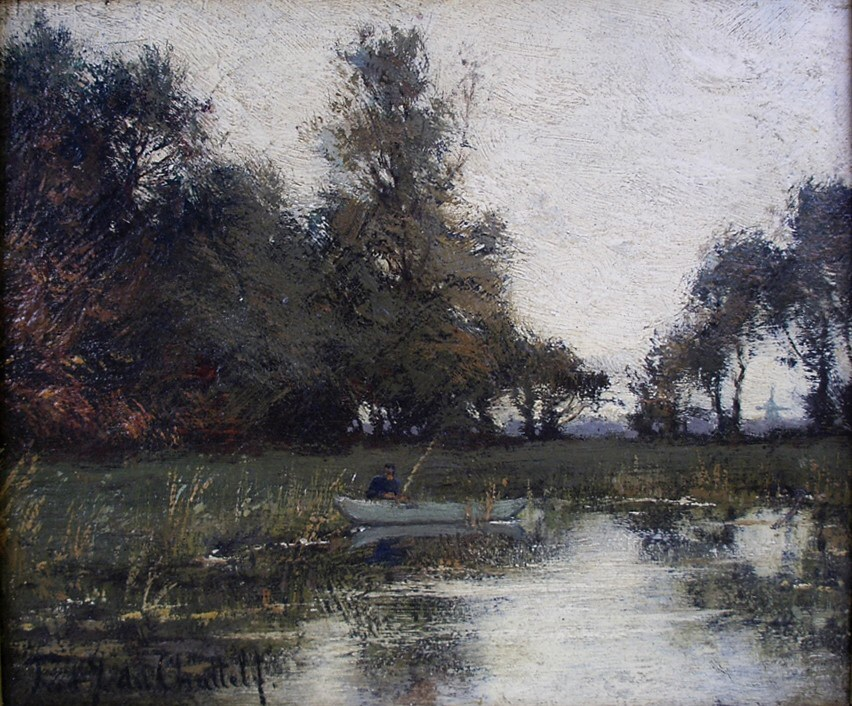
Visser op een plas
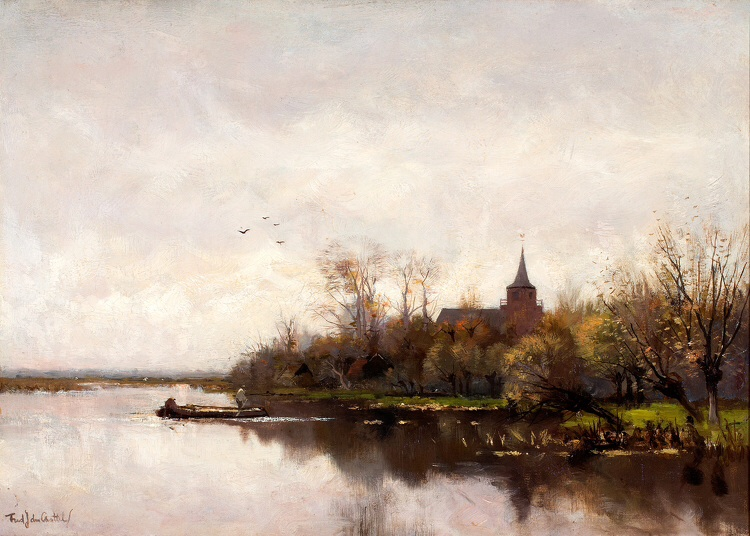
Dorpsgezicht aan de Vecht
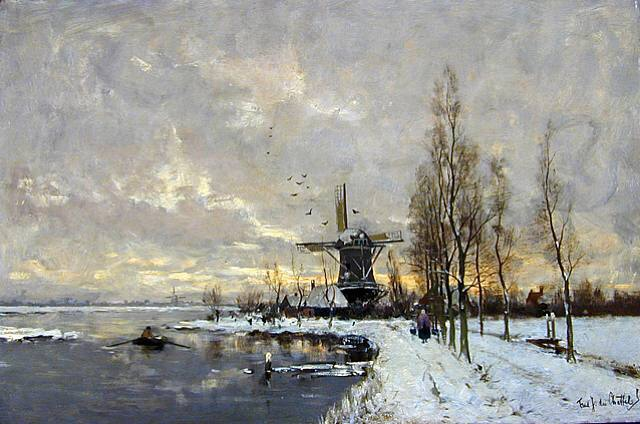
Landschap met molen
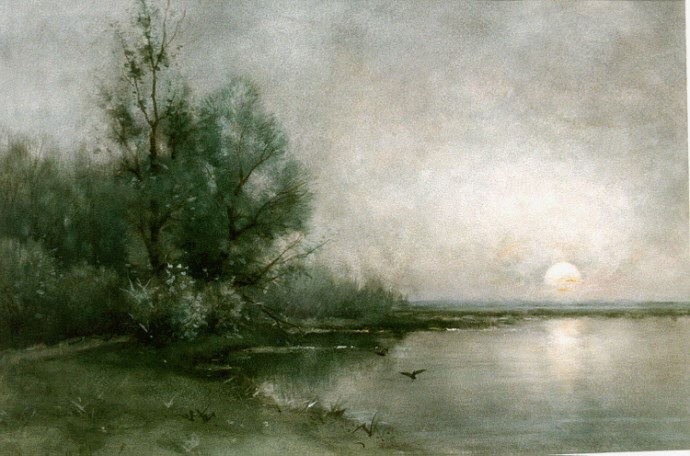
Plasgezicht bij ondergaande zon
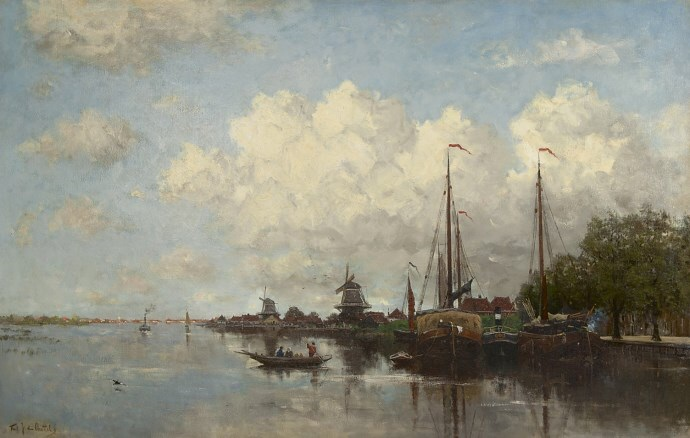
Gezicht op de havenkade